# Trisanna
De Trisanna is een rivier die door de Oostenrijkse deelstaat Tirol stroomt. 
De rivier ontspringt in Galtür, zodra hier het water van de Vermuntbach zich bij dat van de Jambach heeft gevoegd. De Trisanna zorgt voor de ontwatering van het Paznauntal. Aan het einde van dit dal, bij Tobadill, voegt het water van de Trisanna zich bij dat van de Rosanna uit het Stanzertal. Hierdoor wordt de Sanna gevormd, welke vervolgens door Pians stroomt en bij Landeck uitmondt in de Inn.
Vlak voor de uitmonding van het Paznauntal in het Stanzertal wordt de rivier overspannen door de Trisannabrug van de Arlbergspoorlijn.
Gedurende de watersnood in augustus 2005 richtte de Trisanna in grote delen van het Paznauntal verwoestingen aan. Zo vernielde de rivier bijna een derde deel van de Silvrettastraat, een van de weinige toegangswegen naar de plaatsen in dit dal.